# Družina trka
Družina trka  (tudi kolizijska družina)  je v astronomiji skupina teles, ki imajo skupen izvor. Celotna družina je nastala ob velikanskem trku dveh teles. Vsa telesa, ki so takrat nastala, imajo podobno sestavo in podobne elemente tira.

## Znane družine trka
Med družinami trka so nekatere takšne, da zanje nimamo pravih dokazov, da so resnično nastale ob trku. Včasih lahko samo predvidevamo, da je vzrok za nastanek skupine teles, velik trk v preteklosti. Primer za to sta Zemlja in Luna, ki bi naj nastala tudi ob velikem trku nekega telesa v Zemljo. Med predvidenimi družinami, ki so nastale ob trku, so še številne asteroidne družine, večina nepravilnih lun zunanjih planetov. Takšni so tudi Pluton in Erida ter v Kuiperjevem pasu Haumea s svojimi lunami.